# Trofeo Andros

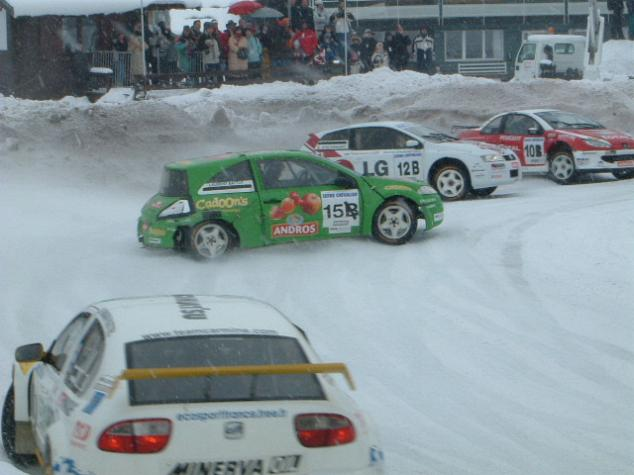
Una fase di gara del Trofeo Andros 2005 a Serre Chevalier

Il Trofeo Andros (in francese Trophée Andros) è una competizione automobilistica francese, che si svolge sul ghiaccio con vetture simili a quelle usate nei rally.

## Storia
Nata come idea nel 1985 tra il pilota Max Mamers e il presidente della società francese Andros Frédéric Gervoson, la prima gara si disputò il 27 gennaio del 1990 a Serre Chevalier. La prima edizione consisteva di quattro appuntamenti.
Il campionato crebbe rapidamente, con una gara a Parigi (Pelouse de Reuilly) nel 1991 che portò la serie a cinque gare. Nel 1992 il numero di appuntamenti crebbe fino a sette, per poi passare, in anni recenti, ad otto.
Nel 2003, il trofeo ottenne respiro internazionale, con una gara a Sherbrooke in Canada, che si tenne per altre tre stagioni. Per la stagione 2005-06, il trofeo tornò ad essere principalmente nazionale, con l'unica eccezione della gara corsa in Andorra.

## L'attuale campionato
Il campionato si disputa oggi con un certo numero di diverse gare e classi.
Classe Elite
La classe originale, la più prestigiosa, in cui competono i nomi più in vista.
Classe Promozione
Partita nel 1994, è la classe per i team più piccoli, per incoraggiarli a prendere parte al Trophée Andros. Per prendere parte a questa classe, ci sono tre requisiti: i piloti non devono aver terminato nei primi 20 della classifica generale, non devono aver partecipato mai alla Classe Elite, e non devono essere piloti professionisti.
Pilot Bike
Le gare per motociclette sono apparse per la prima volta alla finale del campionato 1996, a Superbesse, da un'idea di Mamers e Claude Michy. È diventata una serie a pieno titolo nella stagione 1997/98, con una gara ad ogni appuntamento da quel momento in avanti.
Trophée Andros Femminile - Sprint Cars
Questa serie, creata nel 2002, riunisce due categorie. Le vetture sono del tipo buggy, con motori da 600 cm³ e cambio a 6 velocità, e sono condivise da una pilota e da un pilota di esperienza, che funge anche da istruttore per la pilota. In ogni fine settimana a cui partecipano, competono in due differenti gare. Nella stagione 2005/06 i fine settimana di gara sono stati sette.
Le auto utilizzate nell'Andros nella Classe Elite e nella Classe Promozione sono automobili del tipo silhouette che nell'estetica e nella carrozzeria ricordano i modelli di serie ( ad esempio, Skoda Fabia, BMW Serie 1, Kia Rio, Fiat Stilo), ma che devono rispettare queste specifiche:
- Motore V6 di massimo 3 litri di cilindrata (potenza massima indicativa di circa 350 CV), montato in posizione centrale-posteriore;
- -Telaio tubolare in acciaio;
- Carrozzeria in vetroresina completamente scomponibile;
- Cambio sequenziale a 6 marce;
- Trazione integrale e quattro ruote direttrici (sterzanti);

Nell'edizione 2009 del trofeo c'è stata una grande novità: il team Racing Development/MSA ha equipaggiato, prima volta nella storia del trofeo, una Fiat Stilo della loro scuderia con un motore alimentato da una miscela di benzina e bioetanolo E85. Questa Stilo corre con buoni risultati con i piloti Serge Lubrano e Patrick Gallien.

## Nomi famosi

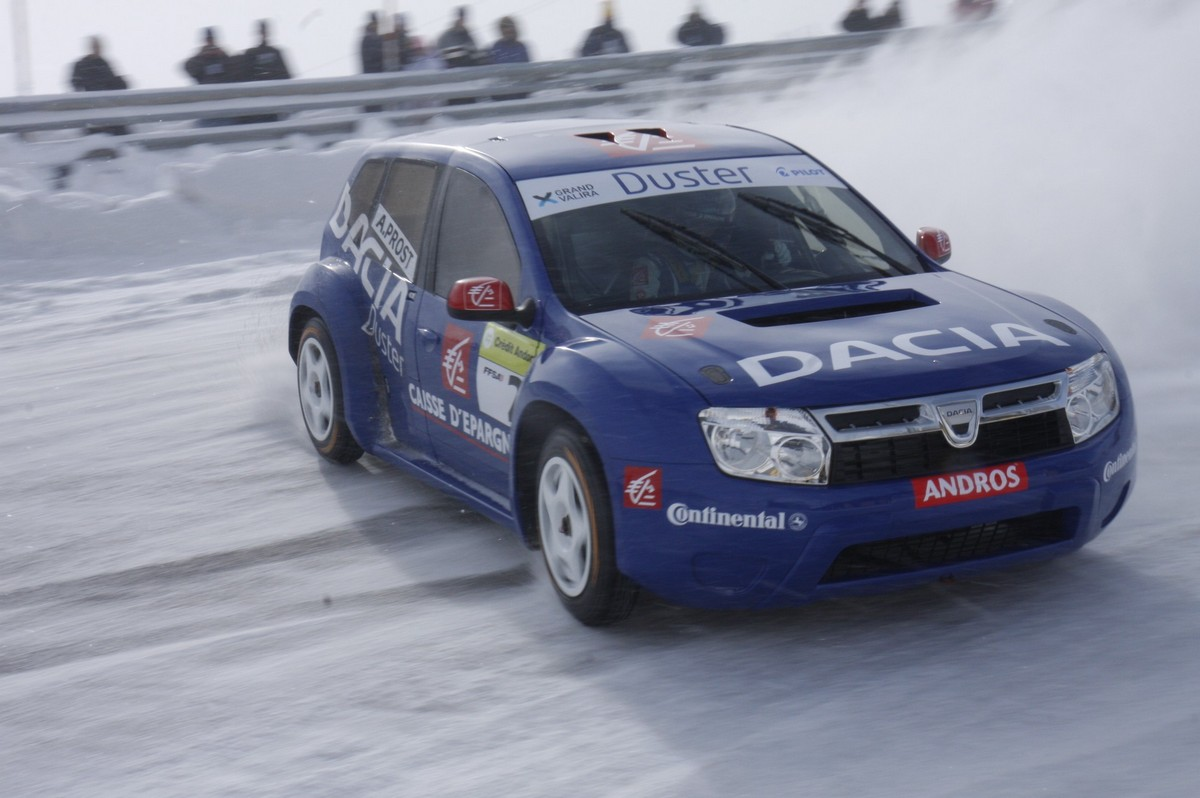
Alain Prost alla guida della Dacia Duster nel Trofeo Andros 2010

Finora il pilota di maggior successo nel campionato è stato Yvan Muller, che ha vinto il campionato 10 volte, con 46 vittorie nelle singole gare. Dietro di lui, Danny Snobeck ha vinto due campionati, anche se le sue 8 gare vinte sono molto inferiori alle 16 di Marcel Tarres.
La serie ha richiamato negli anni nomi che sono stati famosi in altri campionati prima di dedicarsi alle corse su ghiaccio, compresi i piloti di Formula 1 Alain Prost e Olivier Panis.

## La "Superfinale"
Il 14 febbraio 1999, la serie ha disputato una "Superfinale" allo Stade de France, alla periferia di Parigi. Utilizzando 700 tonnellate di ghiaccio, è stata costruita una pista intorno al bordo dello stadio, per una gara che non assegnava punti, seguita da circa 60.000 spettatori.
La Superfinale si è disputata per tre anni allo Stade de France, prima di spostarsi sulla pista ovale di Nœux-les-Mines nel 2002. Nel 2003 non si disputò la Superfinale, per tornare allo Stade de France nel 2004 e poi nel 2006, mentre nel 2005 si è tenuta a Saint-Dié.